# يولاندا من أراغون
يولاندا من أراغون (1273 - أغسطس 1302) كانت ابنة بيدرو الثالث ملك أراغون وكونستانتينا من صقلية. تزوجت من روبيرتو ملك نابولي ولكنها لم تكن أبدًا ملكة نابولي حيث توفيت قبل أن يرث زوجها العرش.